# Casa de Pilatos
La Casa de Pilatos è un palazzo di Siviglia. L'edificio è un misto dello stile rinascimentale italiano e quello Mudéjar, e viene considerato come il prototipo del palazzo andaluso.

## Storia

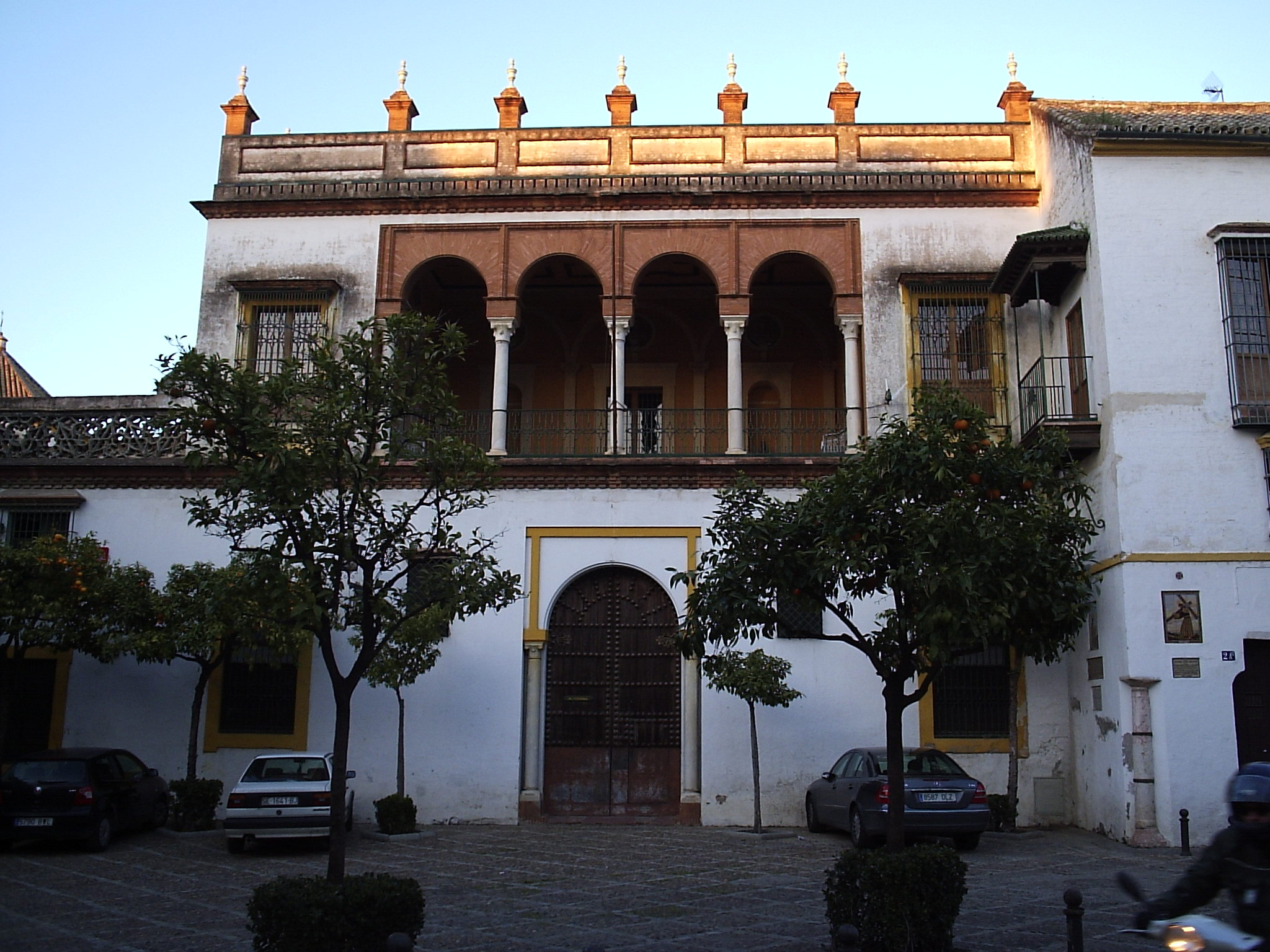
Facciata

La costruzione del palazzo, adornato di preziosi azulejos in stile mudejar e di giardini fu iniziata nel 1493 da Pedro Enriquez de Quiñones (Adelantado di Andalusia) e da sua moglie Catalina de Rivera, fondatori della Casa de Alcalá. In seguito l'edificio fu completato da Fadrique Enriquez de Ribera (primo marchese di Tarifa), e proprio per un suo pellegrinaggio nel 1519 a Gerusalemme il palazzo porta l'attuale nome. Al suo ritorno, la tradizione dice che il marchese scoprì che la distanza tra la sua abitazione e la chiesa collocata fuori dalle mura, conosciuta come la Croce del campo era uguale a quella tra le rovine della residenza di Ponzio Pilato e il Calvario. Sorpreso da questa coincidenza, il marchese stabilì lungo il percorso le quattordici stazioni della Via Crucis, di cui la prima, la sua casa, corrispondeva alla Casa di Pilato. Questo fu il motivo per cui si è creduto che fosse una copia della casa di Pilato, infatti le stanze vennero denominate con nomi relativi alla Passione di Cristo: come per esempio il "Salone del Pretorio" e "Cappella della Flagellazione".

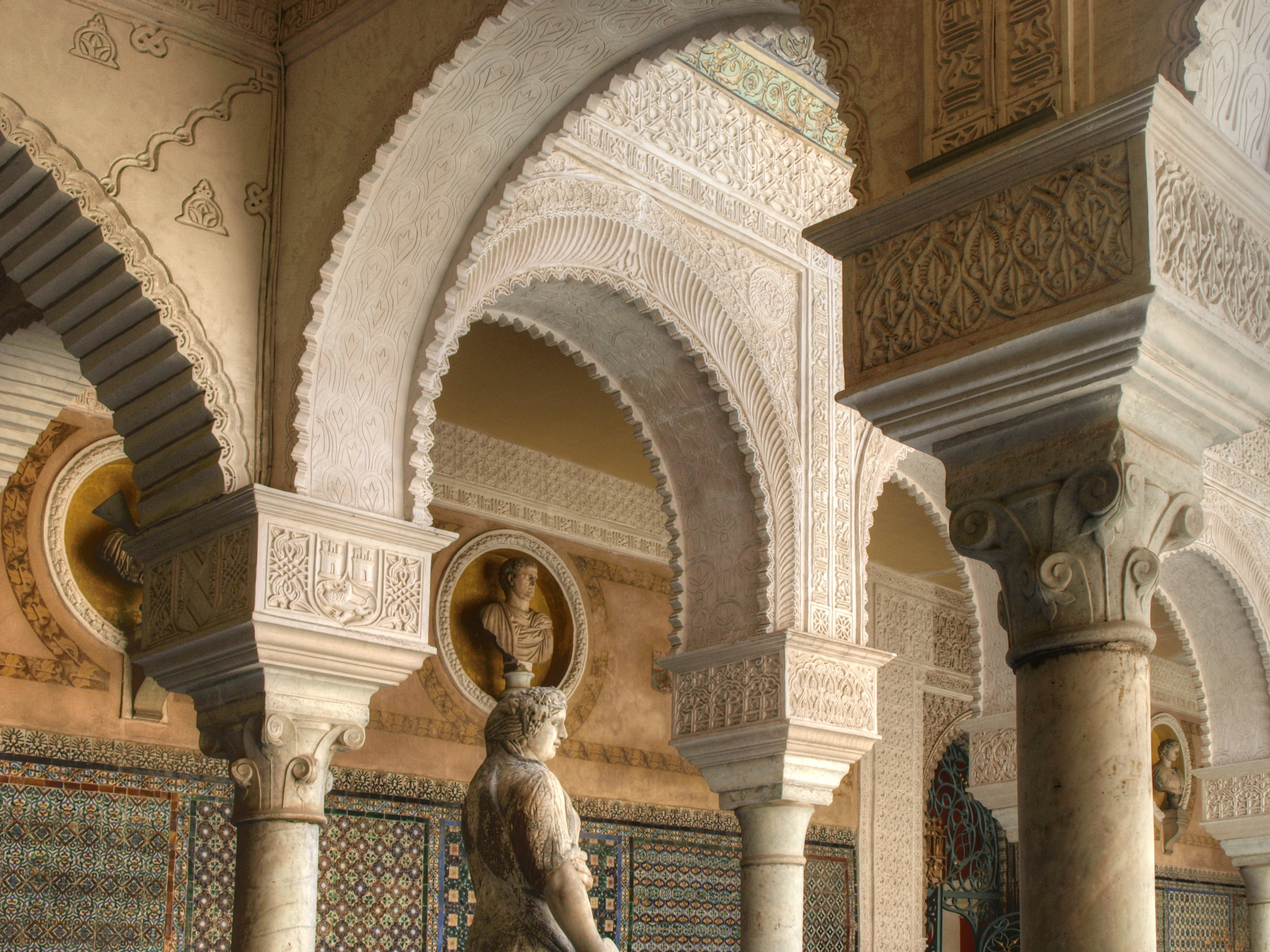
Arcate del patio

## Caratteristiche
Si accede al palazzo attraverso un portale di marmo rinascimentale, realizzato dal genovese Antonio Maria Aprile nel 1529. 
Subito dopo c'è un tipico patio andaluso, dove sono presenti pareti in stile mudejar, dotate di 24 arcate recanti altrettanti busti di imperatori romani e di altri personaggi importanti non solo romani tra cui: Gaio Mario, Marco Agrippa, Valerio, Traiano, Tiberio, Vitellio, Lucio Vero, Antonino Pio, Marco Tullio Cicerone, Carlo V, Annibale, Scipione l'Africano, Caligola, Massimo, Tito, Quirino, Romolo, Adriano, Marco Aurelio, Vespasiano. Dal patio si prosegue in due giardini con decorazioni plateresche.
Pure gli interni sono notevoli, decorati ad azulejos e formati da grandi saloni con soffitti decorati, come nel salon dorado. Una scala porta al piano superiore, coperto da una cupola in legno mudejar. Sono presenti inoltre anche affreschi della galleria e della sala dei vetri risalenti al 1539, in cui sono raffigurati i temi della natura e dell'antichità.
Nel palazzo trova posto anche una cappella, ornata da decorazioni in stile gotico-mudejar.

## Galleria d'immagini

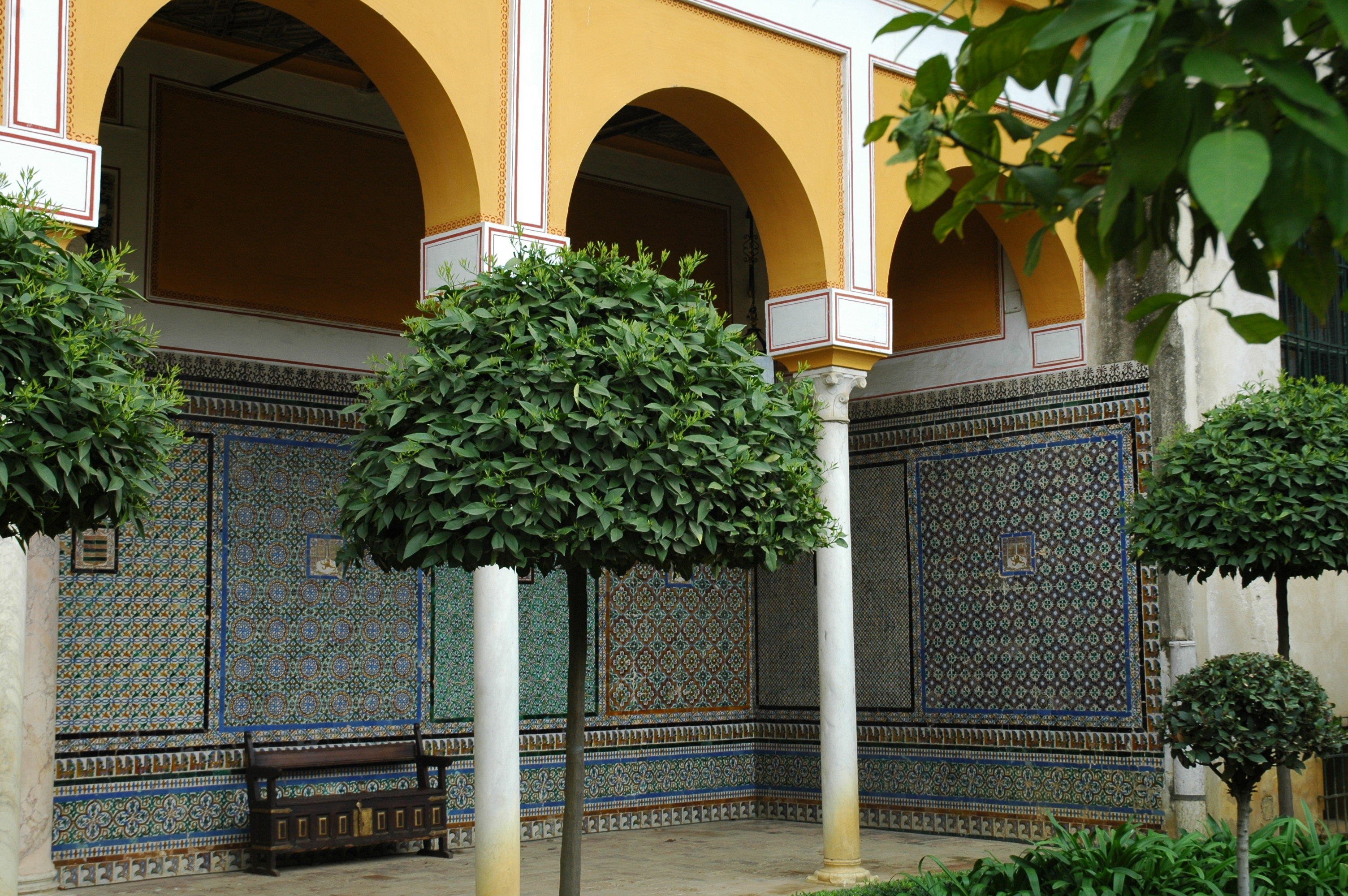
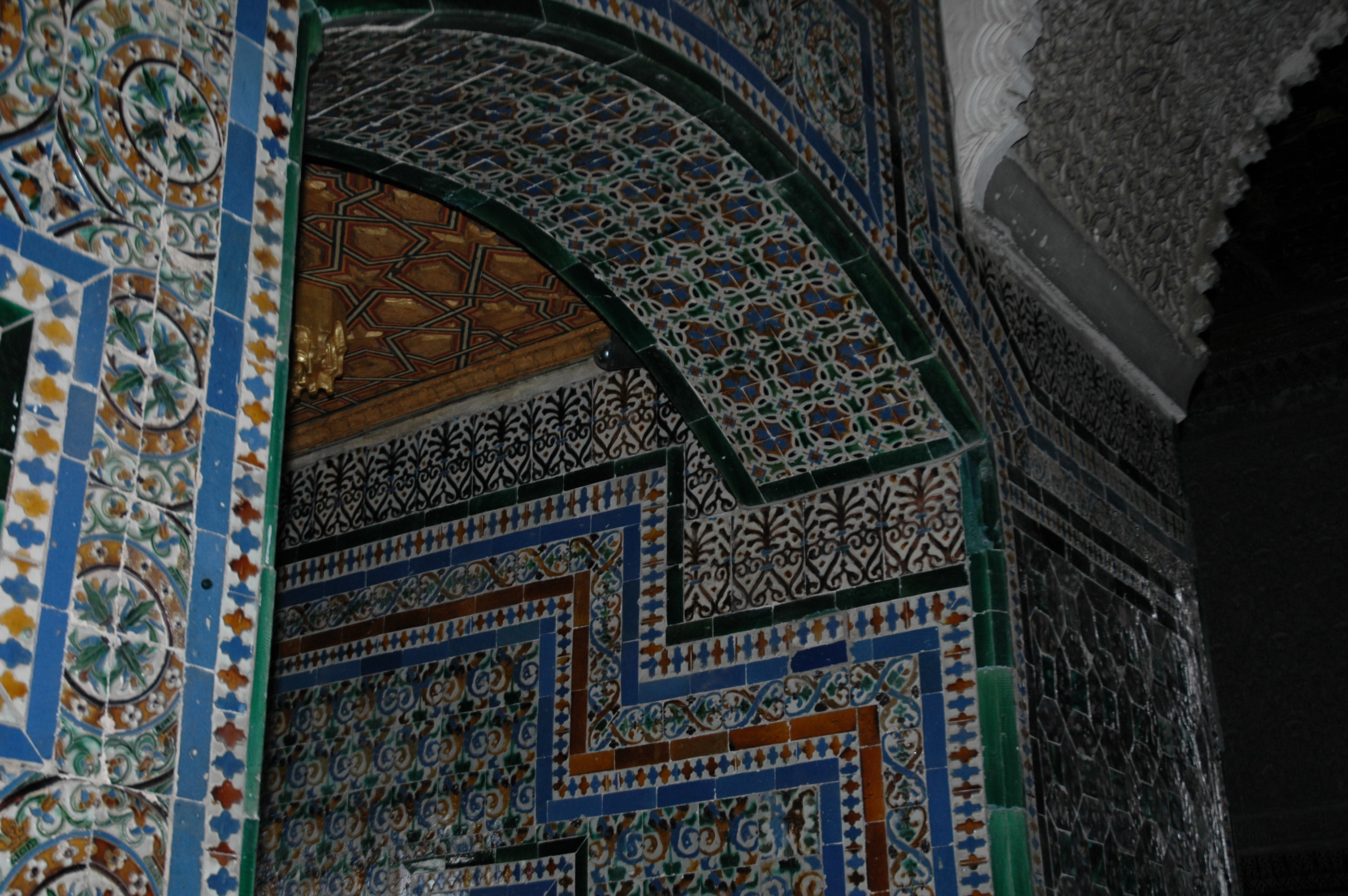
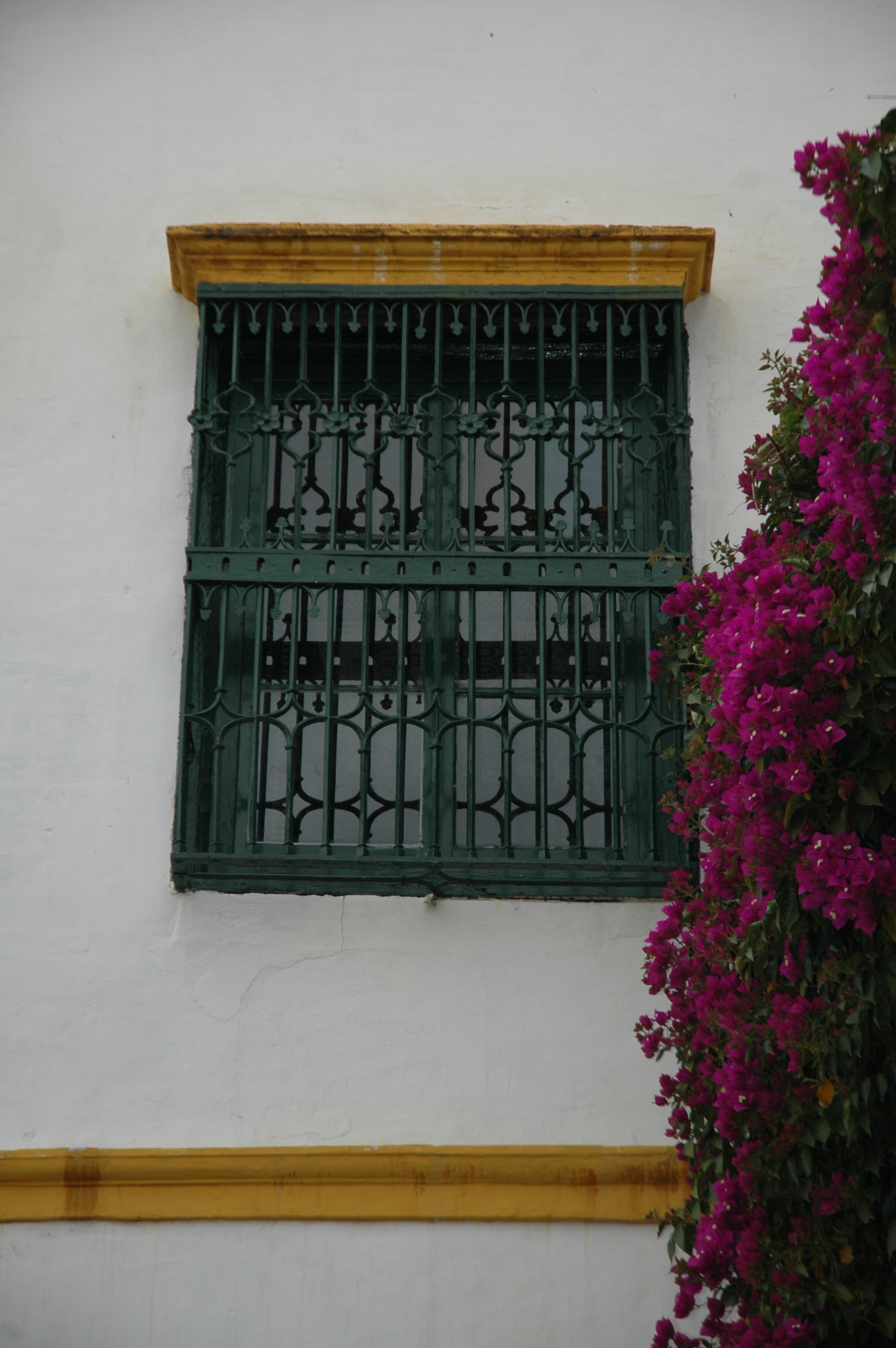